# Concilio de Roma (341)
El concilio de roma del año 341 fue convocado por el Papa Julio, presidiendo a cincuenta Obispos tenido para juzgar la causa de San Atanasio y de los demás que habían ido a quejarse de los Eusebianos. 
Mr. de Tillemont cree que se deben poner en este número a Osio de Córdoba y Vicente de Capua. En efecto, muchos Obispos habían ido a Roma a pedir la justicia en el Concilio de las violencias de estos herejes. El Papa Julio intimó a estos últimos por una carta que justificaran las acusaciones que habían hecho contra San Atanasio y que respondieran a las que Marcelo de Ancira había formado contra ellos. Pero los Eusebianos no tuvieron por conveniente ir al Concilio: lo que les hizo sospechosos. Los Obispos respetaron mucho la carta del Concilio de Alejandría, celebrado dos años antes, que habían escrito los Obispos de Egipto, en número de cien para la justificación de San Atanasio. Se consideró como de un gran peso, hallándose unida a los testimonios que otros diferentes Obispos daban de la inocencia del Santo. Arsenio, que aún vivía, hacía ver la falsedad de una de las principales acusaciones. La nulidad de la información de la Mareota estaba manifiesta con el mismo escrito y San Atanasio manifestó por las cartas de Hiskiras cual era la cábala que se había formado contra él. 
Además de esto, los Obispos representaron las violencias inauditas de los Eusebianos, cometidas con motivo de la intrusión de Gregorio. Todo este procedimiento del Concilio de Tiro se halló ser injusto e irregular: se declaró a San Atanasio inocente, y se confirmó en la Comunión de la Iglesia, como Obispo legítimo. Se examinó la causa de Marcelo de Ancira y la profesión de Fe que había hecho en su carta al Papa y el Concilio quedó satisfecho de ella declarándola mal condenada y mal depuesto. El Papa Julio escribió a los Orientales una preciosa carta muy extensa, en que los exhortaba a mudar de conducta. 